# Pelidnopedilon grotei
Pelidnopedilon grotei là một loài bọ cánh cứng trong họ Cerambycidae.